# Strmec Stubički
Strmec Stubički – wieś w Chorwacji, w żupanii krapińsko-zagorskiej, w gminie Stubičke Toplice. W 2011 roku liczyła 763 mieszkańców.